# Gabriel-Jean-Antoine Davioud

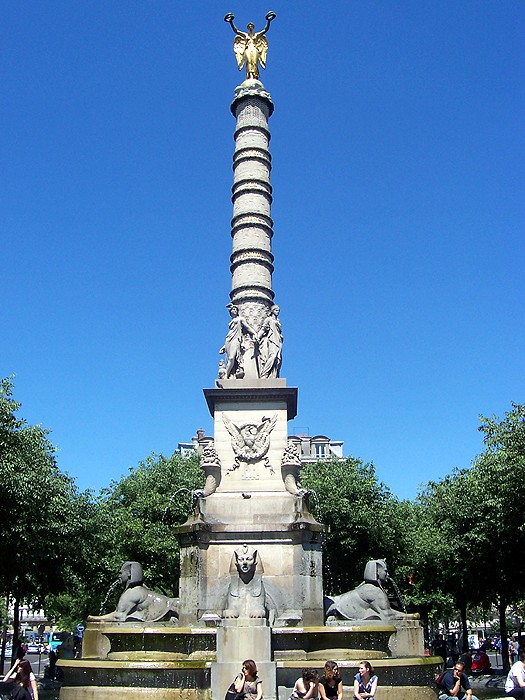
Palmová fontána na Place du Châtelet

Gabriel-Jean-Antoine Davioud (30. října 1824 Paříž – 6. dubna 1881 Paříž) byl francouzský architekt, představitel eklektické architektury během přestavby Paříže za druhého císařství Napoleona III. V Paříži po něm byla v roce 1896 v 16. obvodu pojmenována ulice.
Poté, co Davioud v roce 1849 získal druhé místo v soutěži Prix de Rome, byl jmenován hlavním inspektorem architektonických staveb města Paříže a hlavním architektem zahrad a parků. Stal se spolupracovníkem prefekta Haussmanna a v Paříži postavil mnoho veřejných staveb.

## Realizace v Paříži
- Na Place du Châtelet postavil dvě divadla – Théâtre du Châtelet a Théâtre Sarah Bernhardt (dnes Théâtre de la Ville) (1874) a Palmovou fontánu
- Pro světovou výstavu v roce 1878 byl spolutvůrcem Paláce Trocadéro (zbořen při přípravě na světovou výstavu 1937)
- Divadlo Rond-Point postavené pro světovou výstavu 1855
- Kasárny na Place de la République
- Radnice 19. obvodu (1876-1878)
- Fontána Saint-Michel na Place Saint-Michel (1860)
- Fontána Čtyř světových stran
- Park Champs-Élysées
- Mříže v parku Monceau a na Square du Temple
- Fontána Château d'eau na Place Félix-Éboué
- Vstupní pavilon do Bois de Boulogne
- Square des Batignolles
- Sibylin chrám na ostrově Belvédère v parku Buttes-Chaumont (1869)

## Ukázky Davioudových staveb

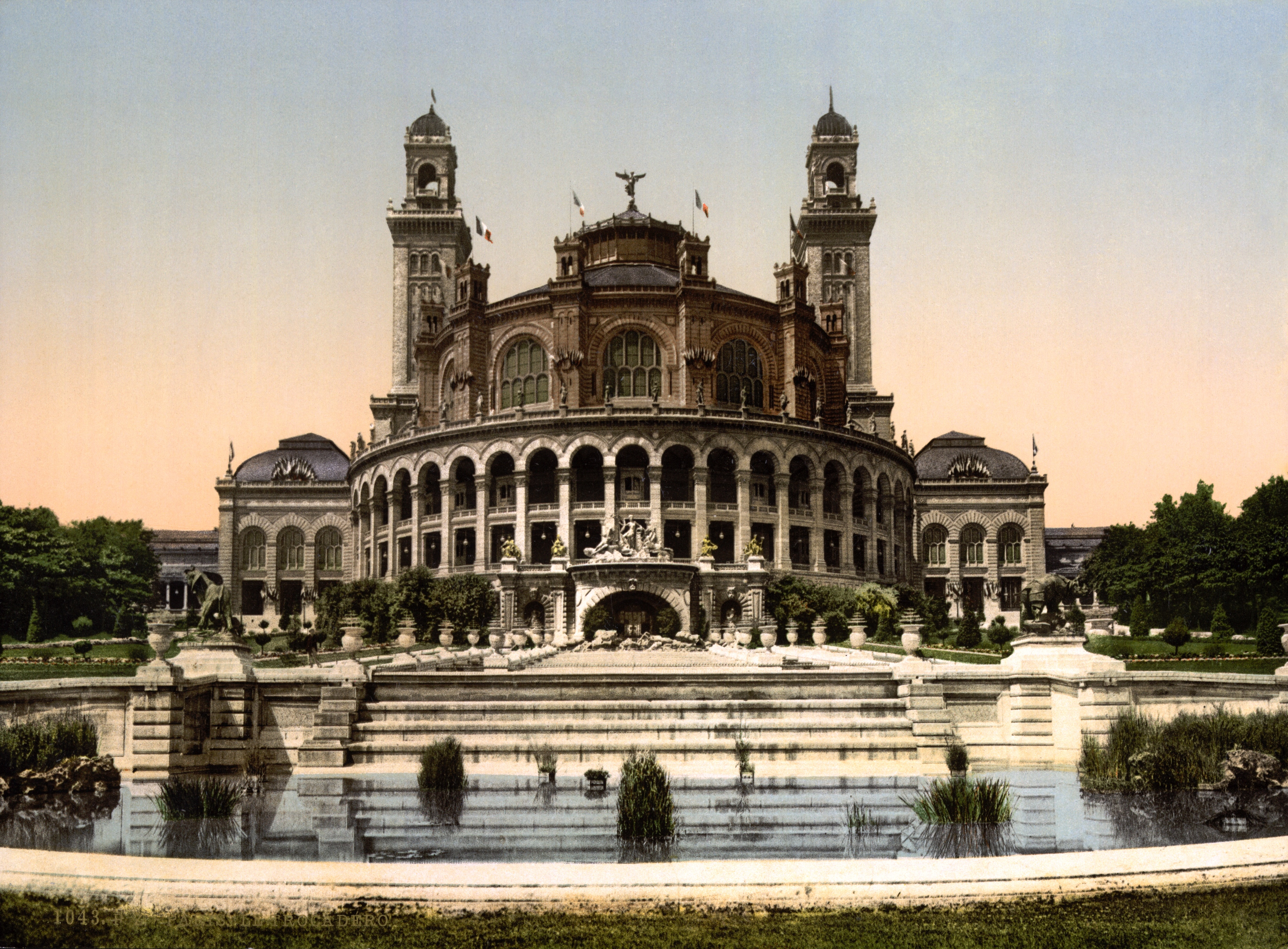
Palais du Trocadéro
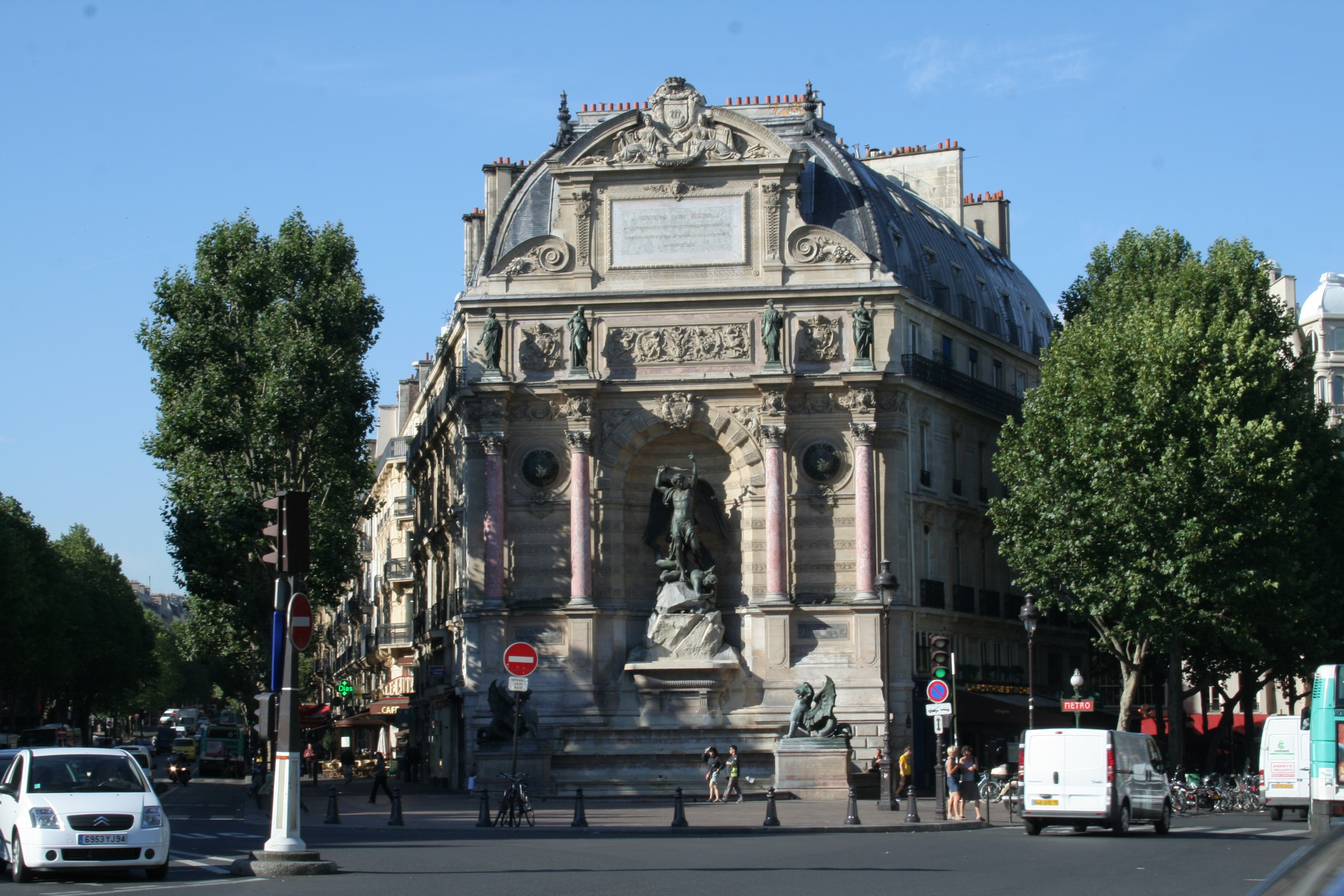
Fontaine Saint-Michel
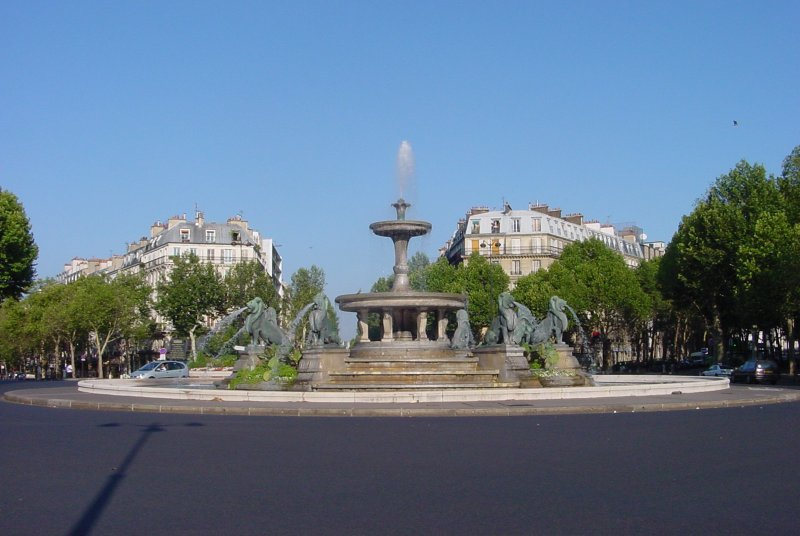
Fontaine du Château d'eau
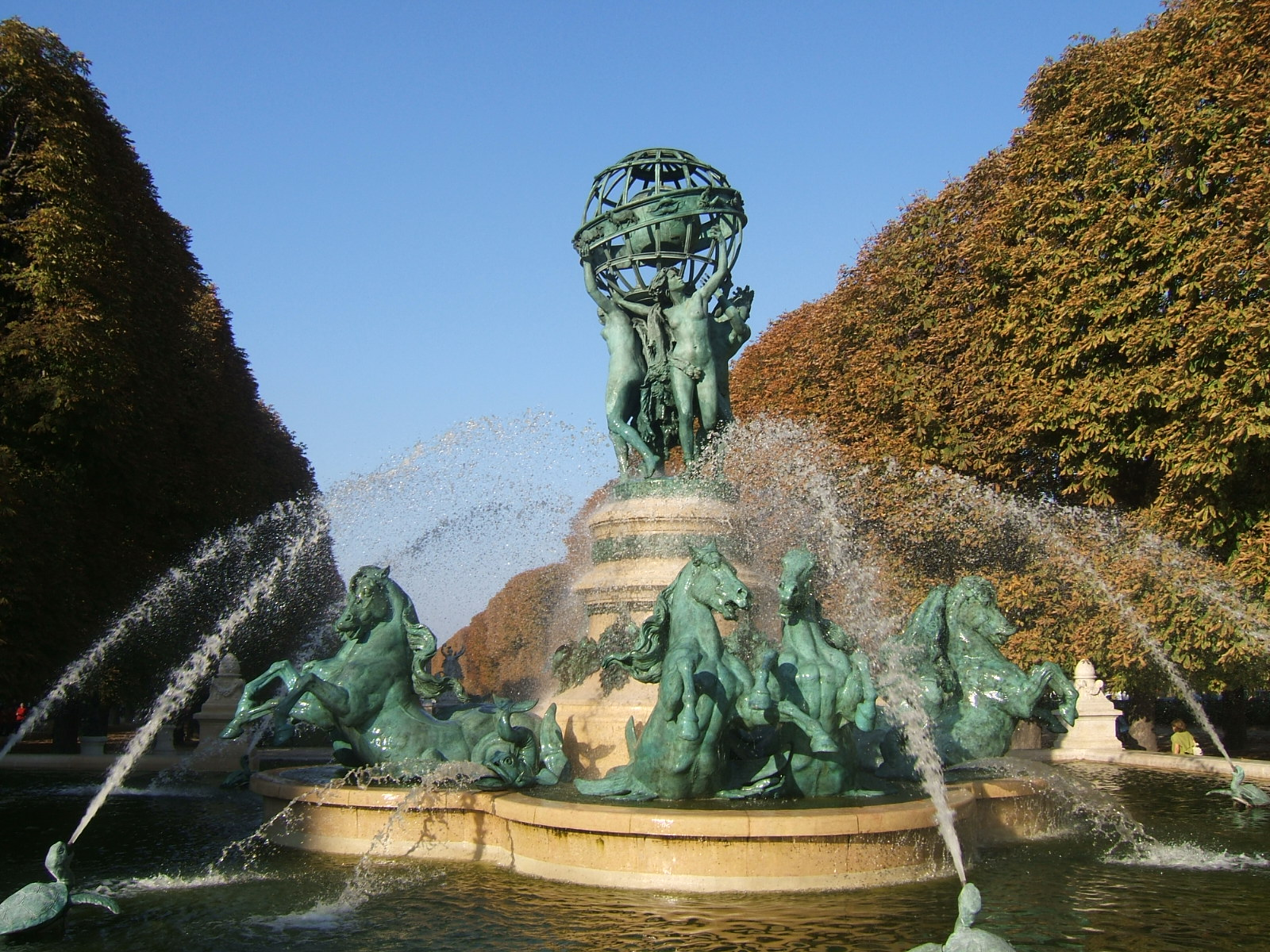
Fontaine des Quatre-Parties-du-Monde
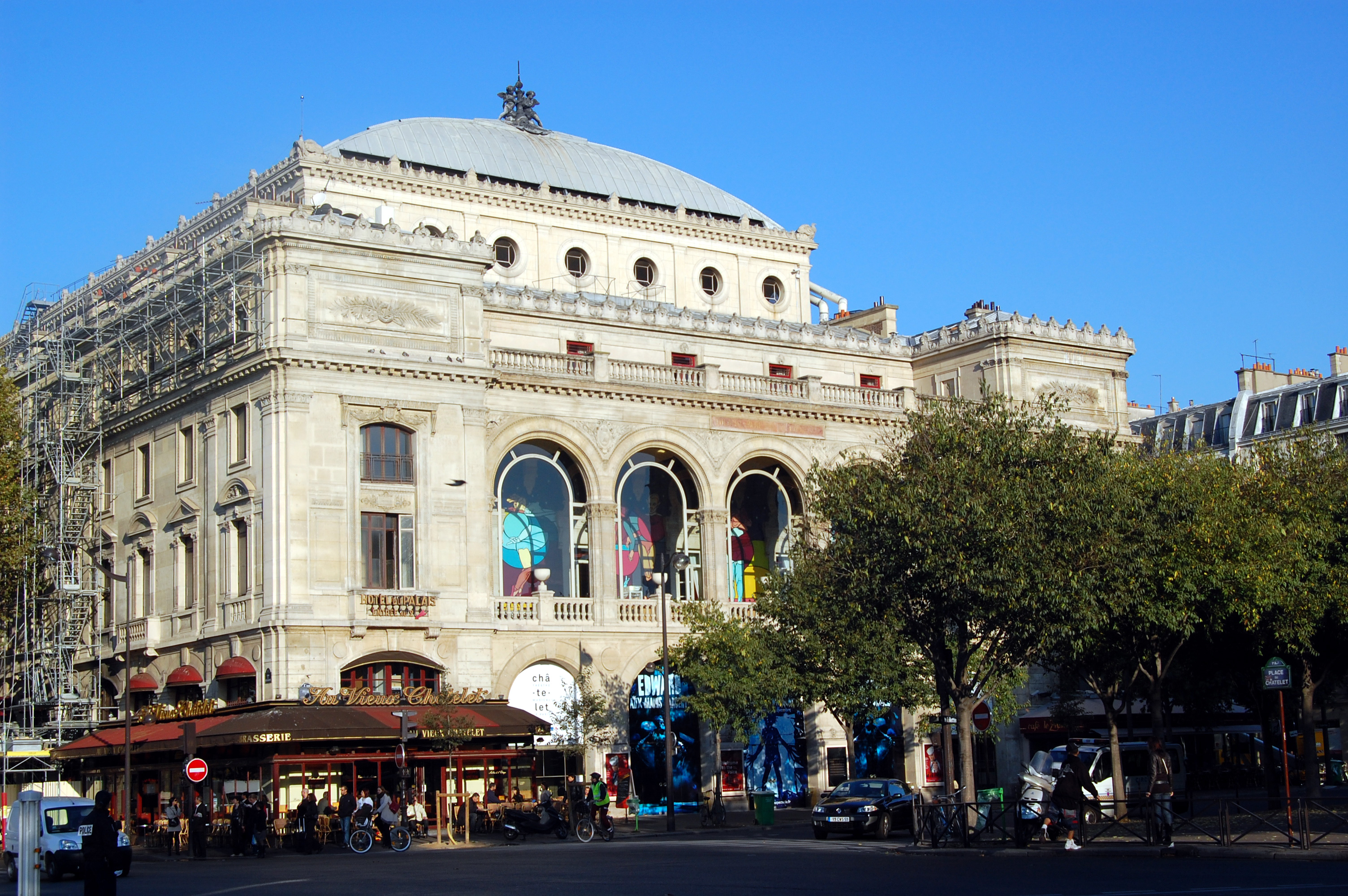
Théâtre du Châtelet